# The Kentucky Derby (film 1922)
The Kentucky Derby è un film muto del 1922 diretto da King Baggot. La storia, sceneggiata da George C. Hull, prende spunto dal lavoro teatrale The Suburban di Charles T. Dazey andato in scena in prima a Broadway all'Academy of Music il 23 marzo 1903

## Produzione
Il film fu prodotto dall'Universal Film Manufacturing Company con i titoli di lavorazione The Suburban Handicap e They're Off.

## Distribuzione
Il copyright del film, richiesto dalla Universal, fu registrato il 18 ottobre 1922 con il numero LP18337.
Distribuito dall'Universal Film Manufacturing Company, il film - presentato da Carl Laemmle - uscì nelle sale cinematografiche statunitensi il 4 dicembre 1922 dopo essere stato presentato in prima a Chicago presumibilmente il 29 ottobre 1922